# Nekrolog 1396
Nekrolog
◄◄
| ◄
| 1392
| 1393
| 1394
| 1395
| 1396 | 1397 | 1398 | 1399 | 1400 | ► | ►►
Weitere Ereignisse | Allgemeiner Nekrolog 1396
Die Beschreibung der verstorbenen Person sollte so kurz wie möglich gehalten sein und nur deren signifikante Tätigkeit(en) enthalten.
Neue Namen ggf. auch unter dem Geburts- und Sterbedatum, also etwa unter 1. Januar und im Geburts- und Sterbejahr (2024) eintragen (nur bei entsprechender großer Wichtigkeit). Für Beispiele siehe die schon vorhandenen Artikel.
Außerdem über die fünf zuletzt Verstorbenen, zu denen es einen ausreichend guten Artikel für eine Präsentation auf der Hauptseite gibt, nach der todesbedingten Überarbeitung der Artikel ggf. auch unter Wikipedia Diskussion:Hauptseite informieren und sie am besten auch in den anderen Wikipedia-Sprachversionen eintragen. Tipp: Regelmäßig bei news.google.de nach „ist tot“, „gestorben“ oder „verstorben“ suchen.
Wenn eine Person gestorben ist, gibt es viele Seiten zu dieser Person in der Wikipedia, die davon auch betroffen sind und entsprechend aktualisiert werden müssen. Beispiele: Namenübersichtsseite, Geburtsjahr, Geburtsort-Seiten und viele mehr.
Wie finde ich die betroffenen Seiten?
Im Suchfeld auf der linken Seite gibt man den Suchbegriff so ein: „Vorname Nachname“. Dann klickt man auf Volltext und alle Seiten mit entsprechendem Suchtext werden aufgerufen. Hier sieht man dann schnell, wo auch das Todesjahr Sinn macht oder sogar ein Teil des Artikels angepasst werden muss. Auch hilft das „Werkzeug“ auf der linken Seite sehr gut, um solche Seiten aufzufinden: „Links auf diese Seite“. Somit ist die Wikipedia wieder aktuell in allen Bereichen! Hinweis: bei Eintragung der Kategorie „Gestorben JAHR“ wird der Missbrauchsfilter 49 ausgelöst, was jedoch nicht schlimm ist. Siehe: Spezial:Missbrauchsfilter/49
Dies ist eine Liste von im Jahr 1396 verstorbenen bekannten Persönlichkeiten. Die Einträge erfolgen innerhalb der einzelnen Daten alphabetisch sortiert. Tiere sind im Nekrolog für Tiere zu finden.

## März
| Tag     | Name   | Beruf, bekannt als | Alter | Beleg |
| ------- | ------ | ------------------ | ----- | ----- |
| 1. März | Johann | Herzog von Görlitz | 25    |       |

## April
| Tag       | Name                     | Beruf, bekannt als                         | Alter | Beleg |
| --------- | ------------------------ | ------------------------------------------ | ----- | ----- |
| 5. April  | Pilgrim II. von Puchheim | Salzburger Erzbischof                      |       |       |
| 20. April | Hermann von Höxter       | deutscher Mediziner, Professor der Medizin |       |       |
| 26. April | Stefan von Perm          | Bischof von Klein-Perm                     |       |       |

## Mai
| Tag     | Name                                           | Beruf, bekannt als      | Alter | Beleg |
| ------- | ---------------------------------------------- | ----------------------- | ----- | ----- |
| 13. Mai | William Zouche, 3. Baron Zouche of Haryngworth | englischer Adliger      |       |       |
| 19. Mai | Johann I.                                      | König von Aragón        | 45    |       |
| 24. Mai | Matteo da Campione                             | italienischer Bildhauer |       |       |

## Juni
| Tag      | Name                   | Beruf, bekannt als              | Alter | Beleg |
| -------- | ---------------------- | ------------------------------- | ----- | ----- |
| 7. Juni  | Nikolaus von Wiesbaden | Bischof von Speyer              |       |       |
| 15. Juni | Friedrich von Erdingen | Bischof von Brixen und von Chur |       |       |

## Juli
| Tag      | Name                | Beruf, bekannt als                        | Alter | Beleg |
| -------- | ------------------- | ----------------------------------------- | ----- | ----- |
| 27. Juli | Manfioli Lampugnano | italienischer Bischof                     |       |       |
| 31. Juli | William Courtenay   | Erzbischof von Canterbury und Lordkanzler |       |       |

## August
| Tag        | Name                 | Beruf, bekannt als                                                  | Alter | Beleg |
| ---------- | -------------------- | ------------------------------------------------------------------- | ----- | ----- |
| 20. August | Marsilius von Inghen | Magister an der Universität Paris und an der Universität Heidelberg |       |       |

## September
| Tag           | Name                             | Beruf, bekannt als                                              | Alter | Beleg |
| ------------- | -------------------------------- | --------------------------------------------------------------- | ----- | ----- |
| 9. September  | John Beaumont, 4. Baron Beaumont | englischer Adliger                                              |       |       |
| 25. September | Jean de Vienne                   | Admiral von Frankreich                                          |       |       |
| 25. September | Leonhard Reichartinger           | bayerischer Kreuzritter                                         |       |       |
| 28. September | Heinrich II. von Montfaucon      | Herr von Orbe, Echallens, Oron, Palézieux und Montagny-le-Corbe |       |       |

## Oktober
| Tag         | Name                     | Beruf, bekannt als               | Alter | Beleg |
| ----------- | ------------------------ | -------------------------------- | ----- | ----- |
| 2. Oktober  | Elisabeth von Hanau      | Gräfin von Katzenelnbogen        |       |       |
| 16. Oktober | Agnolo Gaddi             | italienischer Maler              |       |       |
| 19. Oktober | Konrad II. von Weinsberg | Erzbischof von Mainz (1390–1396) |       |       |

## Datum unbekannt
| Tag | Name                         | Beruf, bekannt als                                  | Alter | Beleg |
| --- | ---------------------------- | --------------------------------------------------- | ----- | ----- |
|     | Maddalena Buonsignori        | bolognesische Juristin                              |       |       |
|     | Dietrich IV. von Volmerstein | Adliger                                             |       |       |
|     | Juan Fernández de Heredia    | Großmeister des Johanniterordens                    |       |       |
|     | Rüdiger von Elner            | Großkomtur und Ordensmarschall des Deutschen Ordens |       |       |
|     | Wolf von Eberstein           | deutscher Adliger, Gegenstand von Sagen             |       |       |